# Besleria macrocalyx
Besleria macrocalyx är en tvåhjärtbladig växtart som beskrevs av Conrad Vernon Morton. Besleria macrocalyx ingår i släktet Besleria och familjen Gesneriaceae. Inga underarter finns listade i Catalogue of Life.